# Dolichotis
A Dolichotis az emlősök (Mammalia) osztályának a rágcsálók (Rodentia) rendjébe, ezen belül a tengerimalacfélék (Caviidae) családjába tartozó maraformák (Dolichotinae) alcsaládjának egyetlen neme.

## Rendszerezés
A nembe az alábbi 2 élő faj tartozik:
- nagy mara (Dolichotis patagonum) Zimmermann, 1780 – típusfaj
- törpe mara (Dolichotis salinicola) Burmeister, 1876